# Space Shuttle main engine
Il motore principale dello Space Shuttle (in inglese Space Shuttle Main Engine il cui acronimo è SSME o la denominazione Aerojet Rocketdyne RS-25) è il suo motore primario, fabbricato dalla divisione Rocketdyne della Pratt & Whitney. Motore a propellente liquido con un ciclo a combustione stadiata e alimentato da due turbopompe, è il propulsore principale dello Space Shuttle, che accoppiato ai due booster a propellente solido permette di garantire un adeguato rapporto spinta peso per l'accesso allo spazio. Il propellente utilizzato è la coppia idrogeno liquido e ossigeno liquido i quali permettono di ottenere elevate prestazioni in termini di impulso specifico ponderale (500s).

## Introduzione
I motori SSME sono delle fonti di propulsione molto sofisticate che bruciano ossigeno e idrogeno liquidi provenienti dal serbatoio esterno. Sono utilizzati per la propulsione durante la fase di salita in aggiunta ai potenti Space Shuttle Solid Rocket Booster. Ogni motore può generare circa 1,8 MN di spinta al decollo ed i tre motori possono generare un impulso specifico (Isp) di 453 secondi nel vuoto o 363 secondi a livello del mare, con velocità di scarico rispettivamente di 4440 m/s e 3560 m/s. In tutto un motore pesa circa 3,2 t. Dopo ogni missione i motori sono rimossi e trasportati allo Space Shuttle Main Engine Processing Facility per le ispezioni e le eventuali sostituzioni di componenti.
Questi motori possono operare a temperature estreme: l'idrogeno liquido è conservato a -253 °C, e quando brucia assieme all'ossigeno liquido la temperatura nella camera di combustione raggiunge i 3300 °C, una temperatura superiore al punto di ebollizione del ferro.
Il carburante e l'ossidante dal serbatoio esterno entrano nell'orbiter e poi nelle linee di alimentazione del sistema di propulsione. Entrambi vengono suddivisi in tre percorsi paralleli diretti ad ognuno dei tre motori. In ognuno dei percorsi sono presenti delle pre-valvole che permettono il flusso verso la turbopompa a bassa pressione relativa all'ossidante o al carburante.

## Ossidante

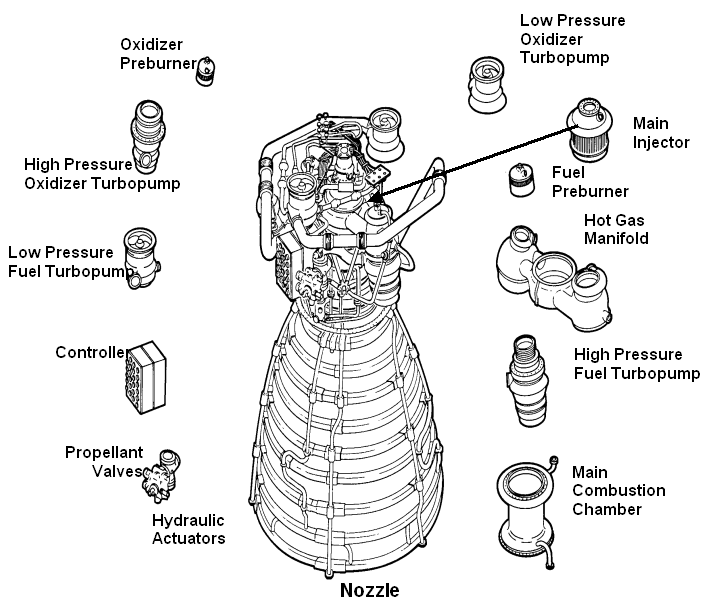
Componenti principali del propulsore

La turbopompa a bassa pressione dell'ossidante (Low pressure oxidizer turbopump - LPOTP) è una pompa assiale guidata da una turbina a sei stadi alimentata dall'ossigeno liquido. Aumenta la pressione dell'ossigeno da 0,7 a 2,9 MPa. Il flusso viene fornito alla tubopompa ad alta pressione dell'ossidante (high pressure oxidizer turbopump - HPOTP). Durante il funzionamento l'aumento di pressione permette il funzionamento della turbina ad alta pressione senza fenomeni di cavitazione. La turbina a bassa pressione lavora a circa 5150 rpm, ha dimensioni di circa 450 mm x 450 mm ed è connessa al condotto del propellente.
La turbina ad alta pressione è costituita da due pompe centrifughe a singolo stadio montate su un albero comune e guidate da una turbina a due stadi. La pompa principale aumenta la pressione dell'ossigeno da 2,9 a 30 MPa, girando a circa 28120 rpm e scarica il flusso in diversi percorsi, uno dei quali è indirizzato per guidare la turbina a bassa pressione. Un secondo percorso viene inviato attraverso la valvola principale dell'ossidante ed entra nella camera di combustione principale. Un altro percorso conduce allo scambiatore di calore. L'ossigeno liquido fluisce attraverso una valvola antiriflusso che evita l'ingresso dell'ossigeno se non c'è sufficiente calore per convertirlo da liquido a gassoso. La scambiatore di calore utilizza il calore contenuto nei gas di scarico della turbina ad alta pressione e converte l'ossigeno liquido in forma gassosa. Il gas è inviato verso il serbatoio esterno per pressurizzare il serbatoio dell'ossigeno liquido. Un altro percorso entra nel secondo stadio della pompa ad alta pressione per aumentare la pressione dell'ossigeno da 30 a 51 MPa. La pompa ad alta pressione misura circa 600 mm x 900 mm.

Struttura del motore

## Combustibile

Sistema di propulsione dell'orbiter

Il combustibile entra nell'orbiter per mezzo della linea di alimentazione dell'idrogeno liquido, fluisce nella linea dell'orbiter e viene inviato in tre percorsi paralleli che conducono ad ognuno dei propulsori.
La pompa a bassa pressione del carburante (Low Pressure Fuel Turbopump - LPFTP) è una pompa assiale guidata da una turbina a due stadi alimentata dall'idrogeno gassoso. Essa aumenta la pressione dell'idrogeno liquido da 0,2 a 1,9 MPa e lo invia alla pompa ad alta pressione (High-Pressure Fuel Turbopump - HPFTP). Durante il funzionamento dei propulsori, l'aumento di pressione della LPFTP permette di far funzionare la pompa ad alta pressione ad alte velocità senza generarare cavitazione. La pompa a bassa pressione ruota a circa 16 185 rpm, e ha dimensioni di circa 45 cm x 60 cm.
La pompa ad alta pressione è una pompa centrifuga a tre stadi alimentata da una turbina a gas a due stadi. Essa aumenta la pressione dell'idrogeno liquido da 1,9 a 45 MPa. Ruota a circa 35 360 rpm. Il flusso di scarico dalla pompa è inviato attraverso la valvola principale attraverso tre percorsi. Uno conduce alla paratia della camera di combustione principale, dove l'idrogeno viene utilizzato per raffreddare le pareti della camera e successivamente verso la pompa a bassa pressione, per alimentare la turbina. Una piccola porzione di questo flusso viene inviato al serbatoio esterno per mantenere la pressurizzazione del serbatoio di idrogeno liquido. Il resto dell'idrogeno viene inviato alla camera di combustione principale. Un secondo percorso passa attraverso la valvola principale del carburante e fluisce attraverso l'ugello del propulsore per raffreddarlo e successivamente si unisce al terzo percorso attraverso la valvola di raffreddamento della camera. Il flusso combinato è diretto ai pre-burner (pre-bruciatori). La turbina ad alta pressione ha dimensioni di circa 55 cm x 110 cm.

## Preburner

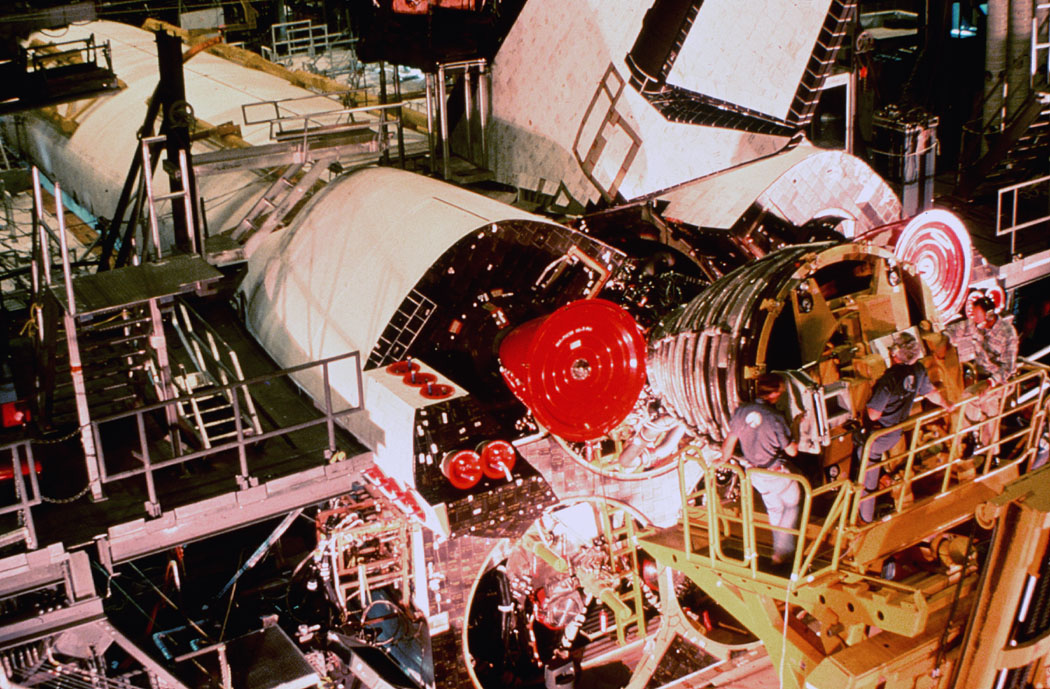
Il propulsore numero 1 viene installato su un orbiter all'interno di una delle Orbiter Processing Facility

L'ossidante e il carburante entrano nei preburners e vengono mescolati per assicurare una combustione efficiente. Il sistema di accensione ad arco elettrico è posizionato al centro dell'iniettore di ogni preburner. Esso è ridondante ed è attivato dal controller del motore. Viene utilizzato durante la sequenza di avvio per iniziare la combustione in ogni preburner. Essi sono spenti dopo circa tre secondi dall'avviamento, poiché la combustione si auto-sostiene. I preburner producono un gas caldo ricco di carburante che passa attraverso le turbine per generare energia e far funzionare le turbopompe ad alta pressione. Il preburner dell'ossidante guida la turbina che è connessa alla HPOTP, mentre quello del carburante la turbina della HPFTP.
La velocità delle turbine ad alta pressione è regolata dalla posizione delle valvole del preburner. Esse vengono regolate dal controller del motore, che le usa per aumentare o diminuire il flusso verso i preburner, e quindi la spinta del propulsore.
Le valvole principali dell'ossidante e del carburante controllano il flusso di idrogeno ed ossigeno liquidi verso il propulsore e sono controllate dai controller di ogni propulsore. Quando sono in funzione, generalmente le valvole principali sono completamente aperte.

## Camera di combustione e ugello

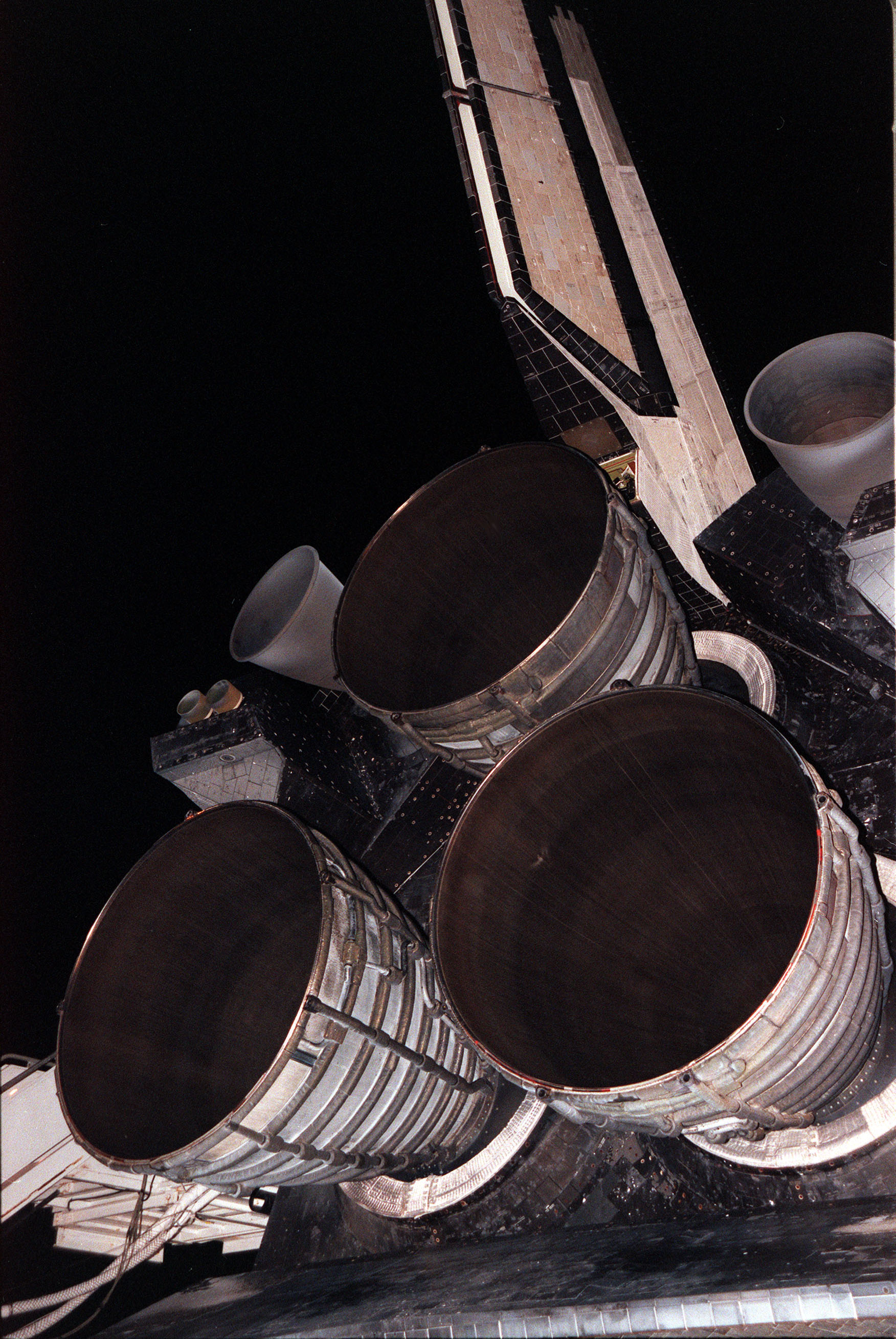
I motori sul retro dello Space Shuttle.

La camera di combustione di ogni propulsore riceve un flusso di gas caldo ricco di carburante dal circuito collettore. L'idrogeno gassoso e l'ossigeno liquido entrano nella camera attraverso l'iniettore che mescola i propellenti. Il dispositivo di accensione è posizionato al centro dell'iniettore.
La superficie interna di ogni camera di combustione e di ogni ugello è raffreddata da idrogeno liquido che fluisce attraverso dei tubi di acciaio inossidabile. L'ugello è una estensione della camera di combustione principale a forma di campana, lungo 2,9 m e con un diametro massimo (all'estremità) di 2,4 m. L'anello di supporto che è saldato alla terminazione anteriore dell'ugello costituisce il punto di attacco del propulsore allo scudo termico. La protezione termica è necessaria poiché alcune parti dell'ugello sono esposte al calore durante il lancio, la fase di salita e l'ingresso atmosferico.

## Specifiche di spinta
La spinta può essere variata dal 67% al 109%. Attualmente si utilizza il 104,5%, mentre si può aumentare al 106% o al 109% in caso di annullamento del lancio.
- 100%: 1670 kN (livello del mare) - 2090 kN (vuoto)
- 104,5%: 1750 kN (livello del mare) - 2170 kN (vuoto)
- 109%: 1860 kN (livello del mare) - 2280 kN (vuoto)

Il livello di spinta del 100% non rappresenta la potenza massima disponibile, ma è un valore deciso durante lo sviluppo del propulsore che corrisponde al livello di spinta normale. Successivi studi hanno indicato che i propulsori possono operare in sicurezza a valori superiori. Tuttavia è stato evidenziato che l'uso di un livello di spinta superiore al 104,5% aumenta la probabilità di guasti, compromettendo quindi l'affidabilità dei propulsori. Per questo motivo, i livelli di spinta superiori sono utilizzati solo in caso di emergenza.

## Sviluppi futuri
I motori RS-25 hanno iniziato a gennaio 2015 la fase di test per il programma Space Launch System (SLS).
Quattro motori di questo tipo forniranno la spinta iniziale del primo stadio, con l'ausilio di due booster.
Dopo la cancellazione del programma Space Shuttle questi motori sono tornati in attività il 16 Novembre 2022 nell’ambito della missione Artemis 1.